# Klockskatt
Klockskatt, skatt på kyrkklockor, var en skatt som Gustav Vasa såg sig nödsakad att föreslå menigheterna i Sverige för att inom överenskommen tid kunna slutbetala skulden till Lübeck.
På ett rådsmöte vid trettondagstiden  i Uppsala 1530 beslöts, att en klocka skulle tas ut från varje kyrka, kapell och kloster i rikets städer. Köpstadsmän från skilda delar av landet gav såväl vid tjugondagsmarknaden i Enköping som senare, vid eriksmässomarknaden i Uppsala, sitt samtycke till det egendomliga förslaget.
I juli var de flesta klockorna förda till de större sjöstäderna för att skeppas ut till Lübeck och där säljas av en konungens agent, och samma månad avlämnade de finska städerna och även de vid kusten belägna landssocknarna sina klockor. Skatten befanns dock otillräcklig; realisationen drog ut på tiden, och lübeckarna klagade. Man beslöt därför på ett rådsmöte i Örebro i januari 1531, att klockskatt skulle krävas in även av landsförsamlingarna i allmänhet, och kungliga ombud sändes ut för att underhandla i orterna.
Jämte årets kyrkotionde (med undantag för vad som behövdes till vax och vin) och landgillet av kyrkohemmanen borde varje socken lämna sin största klocka eller också lösa den med annan koppar eller penningar. Socken, som ägde endast en klocka, fick erlägga halv lösen, och för skattens riktiga användning skulle framdeles lämnas särskild redovisning.
Detta nya påbud väckte hos de självrådiga dalkarlarna ett formligt uppror, det så kallade klockupproret, samt mötte även på andra håll - såsom i Närke, flera socknar av Västmanland och Torsåkers socken i Gästrikland - betänkligheter och motstånd, varav genklang ännu lär ha försports vid konungens sammankomst med allmogen vid Uppsala högar under eriksmässan samma år. Skatten utgick emellertid, och inom utfäst termin blev skulden till Lübeck enligt konungens uppfattning betald. Hur stora summor som åstadkommits genom själva klockskatten kan inte anges.
I Danmark och Holstein uttogs en klockskatt 1528.